# Spencer Locke

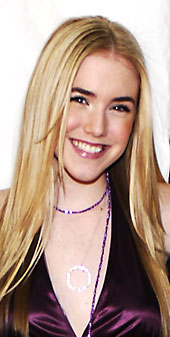
Spencer Locke (2006)

Spencer Locke (* 20. September 1991 in Winter Park, Florida) ist eine US-amerikanische Schauspielerin.

## Leben
Im Alter von elf Jahren, nach Auftritten in mehreren Werbespots nahe Orlando, ging Spencer Locke nach Los Angeles mit ihrem Manager/Coach aus Miami. Dort erhielt sie eine Rolle in Without a Trace – Spurlos verschwunden als „Brandee Case“. Eine kleine Rolle in dem Film Spanglish folgte, wo sie als „Sleepover Friend“ auftrat.
Darauf führte sie ihr Weg zum Kinderfernsehsender Nick, wo sie als eine wiederkehrende Rolle in Neds ultimativer Schulwahnsinn übernahm. Später bekam sie ebenfalls eine Rolle in Phil aus der Zukunft, die beim Disney Channel läuft und auch eine in Raven blickt durch, wo sie Candida fünf Folgen lang spielte. Eine von Lockes größeren Rollen war die englische Originalstimme für Jenny in dem Trickfilm Monster House. Der Film erschien 2006 und wurde produziert von Robert Zemeckis und Steven Spielberg, die Regie übernahm Gil Kenan.
Ende 2007 spielte sie in Resident Evil: Extinction mit. Die junge Schauspielerin spielte K-Mart, genannt nach den Supermarktruinen, in denen sie gefunden wurde. In der 2010 erschienenen Fortsetzung Resident Evil: Afterlife war sie erneut zu sehen.

## Filmografie (Auswahl)

### Filme
- 2004: Spanglish
- 2006: Monster House (Stimme)
- 2007: Resident Evil: Extinction
- 2008: Kidz Bop: Everyone’s a Star!
- 2010: Resident Evil: Afterlife
- 2011: Detention – Nachsitzen kann tödlich sein (Detention)
- 2013: Tarzan (Stimme)
- 2013: All American Christmas Carol
- 2014: Babysitter auf Abwegen (Babysitter’s Black Book)
- 2015: Landmine Goes Click
- 2017: Bridal Boot Camp
- 2017: Mad Genius (Mindhack: #savetheworld)
- 2018: Insidious: The Last Key
- 2018: The Final Wish
- 2019: Laufen. Reiten. Rodeo. (Walk Ride Rodeo)

### Fernsehserien
- 2004: Without a Trace – Spurlos verschwunden (Without a Trace, Folge 2x15)
- 2005: Neds ultimativer Schulwahnsinn (Ned’s Declassified School Survival Guide, Folgen 1x09–1x12)
- 2005: Phil aus der Zukunft (Phil of the Future, 5 Folgen)
- 2006: Raven blickt durch (That's so Raven, Folge 4x13)
- 2009: Cold Case – Kein Opfer ist je vergessen (Cold Case, Folge 6x16)
- 2009–2010: Big Time Rush (Folgen 1x01–1x04)
- 2009–2010: Cougar Town (10 Folgen)
- 2010: Vampire Diaries (The Vampire Diaries, Folge 1x19)
- 2010: In Plain Sight – In der Schusslinie (In Plain Sight, Folge 3x12)
- 2011: CSI: Miami (CSI Miami, Folge 10x13)
- 2012: Navy CIS (NCIS, Folge 9x16)
- 2013: Two and a Half Men (Folge 11x07)
- 2016: Hawaii Five-0 (Folge 6x05)
- 2016: CSI: Cyber (Folge 2x17)
- 2017: Rosewood (Folge 2x12)